# Communauté israélite orthodoxe autonome de Hongrie
 (février 2024).
Si vous disposez d'ouvrages ou d'articles de référence ou si vous connaissez des sites web de qualité traitant du thème abordé ici, merci de compléter l'article en donnant les références utiles à sa vérifiabilité et en les liant à la section « Notes et références ».
La Communauté israélite orthodoxe autonome de Hongrie (en hongrois : Magyarországi Autonóm Orthodox Izraelita Hitközség, MAOIH) est la communauté regroupant les Juifs hongrois du courant orthodoxe. 